# تنسيق ملف المستند
تنسيق ملف وثيقة هو النص أو ثنائي ملف شكل لتخزين المستندات على وسائط التخزين ، وخاصة للاستخدام من قبل أجهزة الكمبيوتر . يوجد حاليًا العديد من تنسيقات ملفات المستندات غير المتوافقة.
تم التوصل إلى إجماع تقريبي على أن XML هي الأساس التقني لتنسيقات ملفات المستندات المستقبلية، على الرغم من أن PDF من المحتمل أن يظل التنسيق المفضل للمستندات ذات التنسيق الثابت. أمثلة على المعايير المفتوحة المستندة إلى XML هي DocBook و لغة ترميز النص الفائق القابلة للتمديد
، ومؤخراً معايير ISO / IEC أوبن ديكيومنت (ISO 26300: 2006) و أوفس أوبن إكس إم إل (ISO 29500: 2008).
في عام 1993 ، حاول قطاع تقييس الاتصالات وضع معيار لتنسيقات ملفات المستندات، والمعروف باسم هندسة المستندات المفتوحة (ODA) التي كان من المفترض أن تحل محل جميع تنسيقات ملفات المستندات المنافسة. ويرد وصفه في وثائق قطاع تقييس الاتصالات من T.411 إلى T.421 ، والتي تعادل ISO 8613. ولم تنجح.
أصبحت لغات وصف الصفحات مثل بوست سكريبت و PDF هي المعيار الفعلي للوثائق التي يجب على المستخدم العادي أن يكون قادرًا فقط على إنشاؤها وقراءتها وليس تحريرها. في عام 2001 ، تم نشر سلسلة من معايير ISO / IEC لقوات الدفاع الشعبي، بما في ذلك مواصفات PDF نفسها، ISO-32000 .
HTML هو المعيار الدولي الأكثر استخدامًا وفتحًا ويستخدم أيضًا كتنسيق ملف مستند. كما أصبح معيار ISO / IEC (ISO 15445: 2000).
أصبح تنسيق الملف الثنائي الافتراضي الذي تستخدمه مايكروسوفت وورد( .doc ) قياسيًا على نطاق واسع بحكم الواقع للمستندات المكتبية، لكنه تنسيق خاص ولا يدعم دائمًا بشكل كامل من قبل معالجات النصوص الأخرى.

## تنسيقات ملفات المستندات الشائعة
- أسكي ، صيغة التحويل الموحد-8 - تنسيقات النص العادي
- Amigaguide
- .doc لي مايكروسوفت وورد - التنسيق الثنائي الهيكلي الذي طورته مايكروسوفت (المواصفات متوفرة منذ عام 2008 بموجب وعد المواصفات المفتوحة ) [1][2]
- ديجافو (صيغة ملفات) - تنسيق الملف المصمم بشكل أساسي لتخزين المستندات الممسوحة ضوئيًا [3]
- DocBook - تنسيق XML للوثائق التقنية
- لغة ترميز النص الفائق (.html ، .htm) ، (معيار مفتوح، ISO من 2000) ، بالاقتران مع ملفات الصور المحتملة المشار إليها.
- FictionBook (.fb2) - مفتوح شكل الكتاب الإلكتروني المستندة إلى XML
- أوفس أوبن إكس إم إل - .docx (معيار يستند إلى XML لوثائق المكتب)
- أوبن ديكيومنت - .odt (معيار يستند إلى XML لوثائق المكتب)
- OpenOffice.org XML - .sxw (تنسيق مفتوح مستند إلى XML لوثائق المكتب)
- OXPS - فتح مواصفات ورق XML (Windows 8.1 وما فوق، الإصدار الأقدم هو XPS المستخدم في Windows 7)
- PalmDoc - المشتركة تنسيق مستند محمول
- نتف - المحمولة للملاحة تستخدم على نطاق واسع مستند قياسي
- . صفحات للصفحات
- PDF - معيار مفتوح لتبادل الوثائق. تتضمن معايير ISO PDF / X (التبادل) و PDF / A (الأرشيف) و PDF / E (الهندسة) و ISO 32000 (PDF) و PDF / UA (إمكانية الوصول) و PDF / VT (البيانات المتغيرة وطباعة المعاملات). PDF قابل للقراءة على كل منصة تقريبًا مع قارئات مجانية أو مفتوحة المصدر. المصدر المفتوح الشعبي المبدعين وتتوفر أيضا.
- بوستسكريبت - .ps
- Rich Text Format (RTF) - تنسيق بيانات التعريف الذي يتم تطويره بواسطة Microsoft منذ عام 1987 لمنتجات Microsoft وتبادل المستندات عبر الأنظمة الأساسية [4][5][6][7][8][9]
- الخط الرمزي (SYLK)
- رسوميات متجهية متغيرة (SVG) - تنسيق الرسومات بشكل أساسي للصور المستندة إلى المتجهات.
- تكس - شعبي برنامج التنضيد مفتوح المصدر وشكله. أول لغة تدوين رياضية ناجحة.
- TEI - تنسيق XML للنشر الرقمي
- برنامج ترتيب النصوص
- تنسيق مكتب موحد - المعيار الصيني
- ووردبيرفكت (.wpd ، .wp ، .wp7 ، .doc) (ملاحظة: الارتباك المحتمل مع ملحق تنسيق Word)

## روابط خارجية
- المفقودة في الترجمة: مشكلات التشغيل المتداخل للمعايير المفتوحة - ODF و OOXML كأمثلة
- تخزين آمن للوثائق